# Генуезька республіка
Генуе́зька респу́бліка (лат. Res Publica Ianuensis; італ. Repubblica di Genova) — італійська морська республіка з центром в Генуї. Існувала у 1005—1797 роках. Розташовувалася в Лігурії, на північно-західному узбережжі Італії. Мала розгалужену мережу поселень, колоній і торгових представництв по всьому Середземномор'ю, Чорномор'ю й європейському узбережжю Атлантики. Контролювала північ Сардинії (1259—1325), Корсику (1284—1768), Хіос (1261—1566) та південне узбережжя Криму (1266—1475). Панівною релігією в державі було католицтво, офіційною мовою — латина. Найпоширеніші мови — лігурійська та італійська. Керувалася купцями, що створили морську олігархічну республіку. До середини XV століття розбагатіла на работоргівлі в Чорноморському регіоні; активно вивозила рабів до Єгипту та Західної Європи. Вела війни з католицькими сусідами — Венецією, Пізою, іспанськими державами, Священною Римською імперією, православною Візантією і мусульманською Османською імперією. Ліквідована в ході наполеонівського походу до Італії, перетворена на Лігурійську республіку, сателіта Франції.

## Історія
Розквіт Генуї почався з середини Х ст., коли місто спільним зусиллями з Пізою відбило напади арабських піратів з Кордовського халіфату і звільнила від них східне узбережжя Тірренського моря. В той час владу в Генуї ділили між собою віконт, який призначався номінальним королем Італії, єпископ і міський патриціат. Роль віконта поступово послаблювалася, тоді як патриціат в 1099 р. створив так звану Компанію, організовану за зразком торгового союзу для захисту колективних інтересів містян, торгівців і ремісників. Компанія розширювала юридичні і політичні права, перетворюючись в корпоративний орган міського самоврядування. На чолі Компанії стояли виборні консули.
В 1087 році Генуя разом з Пізою здійснили успішний напад на Махдію, мусульманське місто на півночі Африки, захопивши і пограбувавши його внаслідок спільної морської операції. Напад на Махдію Генуї та Пізи послужив прологом до початку Хрестових походів в наступному десятиріччі.
Політичне значення Генуї зросло після прийняття нею 1143 року першого в Італії міського статуту. 1162 року імператор Фрідріх І Барбаросса надав Генуї права на володіння територіями на узбережжі Лігурії від Монако до Порто-Венере. Генуя офіційно стала республікою. Цьому сприяли успіхи генуезьких купців торгівлі як на Леванті, так і в Західному Середземномор'ї. Генуезький флот брав участь в Першому хрестовому поході, генуезькі купці заснували торгові факторії в Аккрі, Триполі, Бейруті, інших містах Леванту. 1155 року вони добилися великих привілеїв у Візантії.

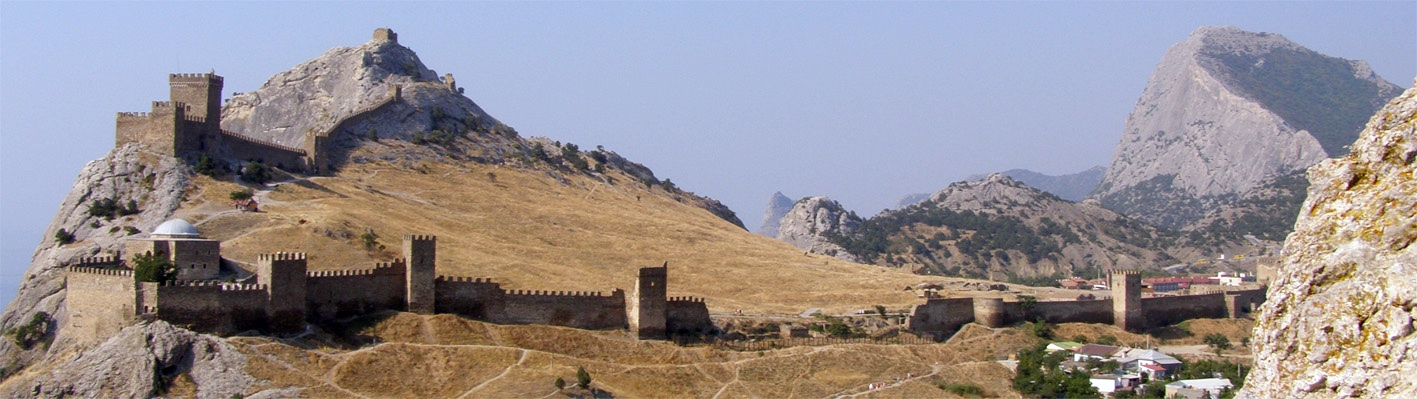
Генуезька фортеця в Судаку, АР Крим

Участь у Реконкісті закріпила позиції Генуї в містах Каталонії і Арагону. Активними були зв'язки Генуї зі Східною Африкою.

### Пік розвитку
Підтримавши нікейських імператорів у боротьбі за відновлення Візантійської імперії проти Латинської імперії та Венеції, перший генуезький капітано-дель-пополо Гульельмо Бокканегра уклав у 1261 році з Михаїлом VIII Палеологом Німфейський договір, згідно з яким, в обмін на підтримку генуезького флота в боротьбі Візантії на морі з флотом Латинської імперії (на той час переважно венеційським), генуезці добилися права безперешкодної торгівлі на всій території Візантії і монопольних прав на торгівлю в Чорному морі. Хоча їм не вдалося зберегти цю монополію надовго, генуезці скористалися нею для влаштування численних генуезьких поселень у Причорномор'ї. Вже у 1266 році хан Золотої Орди Менгу-Тимур, через свого племінника і намісника в Криму Оран-Тімура дозволив генуезцям заснувати колонію в місті Кафа (сучасна Феодосія), що стала пізніше центром їх колоніальних володінь в Криму. В останній чверті ХІІІ ст. товарообмін генуезької Кафи зріс майже в чотири рази. Ріст торгового обміну тривав і в першій чверті XIV ст.
На цей же період приходяться найвидатніші перемоги генуезького флоту над своїми конкурентами з італійських морських республік Пізи і Венеції.
У 1284 році між флотами Генуї і Пізи відбулась Битва при Мелорії. Генуезький флот на чолі з Оберто Доріа та Бенедетто Дзаккарія завдав пізанцям нищівної поразки. Пізанський флот був майже повністю знищений і більш як 10 тисяч пізанців, серед яких було багато представників найвищої аристократії міста, було вбито чи захоплено в полон. Поразка в битві при Мелорії поставила крапку на подальших середземноморських амбіціях Пізанської республіки і призвела до її занепаду як потужної військової і торгової морської держави. Але після перемоги над Пізою Генуя зіткнулася з великою конкуренцією Венеційської республіки, з якою тривалий час вела запеклу боротьбу в союзі з пізанцями.
Генуя намагалась проникнути до Східного Середземномор'я, до «сфери впливу» Венеції, а також підтримувала проти Венеції Візантію і чимало сприяла падінню Латинської імперії, створеної хрестоносцями за участю венеційців. У1298 році генуезький флот на чолі з Ламба Доріа в морській битві при Курцолі в Адріатичному морі повністю розбили венеційський флот і захопив в полон венеційського адмірала Андреа Дандоло, син дожа Джованні Дандоло.

### Занепад
Запекла боротьба між Генуєю і Венецією тривала після цього ще ціле століття. В 1379 році під час війни Кіоджи генуезці захопили порт Кіоджа у Венеційській лагуні, зовсім неподалік від Венеції. Та у вирішальний момент Венеції вдалось переломити хід подій. В 1380 році відбулася вирішальна битва за Кіоджу, в якій генуезький флот був вщент розбитий венеційським. Відтоді пануванню генуезців у східній частині Середземного моря настав кінець. Навіть у Чорне море почали проникати венеційські кораблі. Неподалік від кримських генуезьких торгових колоній, у гирлі Дону на початку XIV ст. була закладена венеційська факторія Тапа (поблизу сучасного Азова).

## Структура
Міський патриціат Генуї був переважно феодальним за походженням. Його ядро становили
сеньйори, вихідці із контадо, які активно включилися в морську торгівлю. Найвпливовішими були сім'ї Доріа, Спінола, Фієскі, Джустініані, Грімальді. З кінця ХІІІ ст. нобілі стали об'єднуватися в союзи, часто за принципом роду, сусідства і економічних інтересів. Так поступово з'явилися аристократичні клани, яких називали альбергами, які нерідко ворогували між собою. Поступово
посилилася і роль пополанів у торгівлі та ремеслі. Їхні претензії на владу, ворожнеча гвельфів з гібелінами, між кланами нобілів, яскраво виражений індивідуалізм підприємців, які мали великі капітали і не бажали встановлення контролю над ними сильної адміністрації, різна географічна орієнтація окремих груп купців — всі ці фактори зумовили слабкість центрального управління «Республіки Св. Георгія», як називала себе Генуя за іменем свого покровителя. Наявність у Генуї численного портового люду, який бурхливо виражав і нерідко міняв політичні симпатії, спричинювала численні перевороти. Після короткого періоду в першій половині ХІІІ ст., коли на чолі правління стояли подести із іноземців, які змінили попередніх консулів, в Генуї почалися невдалі спроби як встановлення сеньйорії, так і пополанської диктатури на чолі з енергійним представником роду Бокканегра. Гульєльмо Бокканегра був обраний капітано-дель-пополо у 1257—1262 роках, а Сімоне став першим пожиттєвим дожем (1339—1344, 1359—1363). Дожі, як і раніше подести, опиралися на представницький орган — Раду старійшин. Ослаблена внутрішніми суперечками, Генуя наприкінці XIV—XV ст. не раз переходила під владу французьких королів, маркізів Монферрата і міланських герцогів, зберігаючи при цьому автономію.
Авторитетнішими і впливовішими, ніж адміністративні, були судові і фінансові магістрати республіки, особливо заснований 1407 року банк Св. Георгія. Спочатку цей банк виріс із внеску асоціації купців, які діставали у вигляді відсотків за представлені квоти від податків, які поступали в казну. Діставши можливість впливати на механізми управління, банк розширив фінансову діяльність і по суті став контролювати велику морську і сухопутну торгівлю Генуї. 1453 року республіка навіть передала йому в управління свої чорноморські факторії. У другій половині XV ст. банк став одним з найбільших у Європі, надавав кредит монархам, впливав на формування ринку капіталу.
Створення подібного банку було можливе тільки на основі багаторічного досвіду підприємства. Генуезькі купці вміли вибрати оптимальні форми організації торгівлі. Одною із них була коменда. Укладаючи договір коменди, один партнер інвестував капітал, інший вкладав свою працю в часто ризиковані торгові операції. Інвестор капіталу діставав звичайно від 2⁄3 до 3⁄4 прибутку, але на
його рахунок відносили і ризик втрат, інша частина прибутку діставалася мандрівному купцю — трактатору. Коменда дозволяла купцям, які вели торгівлю на Леванті й в Англії, швидко акумулювати капітал, закупити товари і освоювати нові ринки. Спочатку трактатори через коменду позичали суму не тільки у великих купців і фінансистів, але й у простих людей, навіть власних слуг. Поступово суми зростали, заморська торгівля ставала привілеєм багатих купців, складалися стійкіші ринкові механізми і відбувалася зміна трактаторів інститутом постійних комісійних агентів, які реалізовували угоди на будь-яких ринках, де вони мали свої контори, за фіксований процент. До XV ст. зросла роль банківського кредиту і комерційного страхування товарів. Незважаючи на фінансові успіхи, з другої половини XIV ст. і до кінця XV ст. морська торгівля Генуї скоротилася. Республіка втрачала володіння на Леванті під ударами турків-османів і намагалася швидко переорієнтуватися на ринки Західної Європи.

## Населення
У ХІІІ—XV століттях 4–10 % населення Генуї становили раби із Золотої Орди, серед них половина — русинки і черкешенки. Їхня присутність, крім демографічно-економічного ефекту, викликала й соціальні напруги — зростання злочинності, збільшення кількості безбатченків тощо.